# Tenedos fartilis
Tenedos fartilis là một loài nhện trong họ Zodariidae.
Loài này thuộc chi Tenedos. Tenedos fartilis được Rudy Jocqué & Léon Baert miêu tả năm 2002.